# Округ Френклин (Илиноис)
Округ Френклин (енгл. Franklin County) је округ у америчкој савезној држави Илиноис.

## Демографија
По попису из 2010. године број становника је 39.561, што је 543 (1,4%) становника више него 2000. године.
| Група             | 2000.          | 2010.          |
| Белци             | 38.323 (98,2%) | 38.353 (96,9%) |
| Афроамериканци    | 59 (0,2%)      | 123 (0,3%)     |
| Азијати           | 70 (0,2%)      | 124 (0,3%)     |
| Хиспаноамериканци | 249 (0,6%)     | 475 (1,2%)     |
| Укупно            | 39.018         | 39.561         |